# 下角帶圍
下角帶圍，是臺灣臺南市新營區的一個傳統地域名稱，位於該區西南半葉的中部偏西，並向北延伸至邊界。相較於今日行政區，其範圍大致為姑爺里東半部不含其東部及東南端及北端。

## 歷史
台灣日治初期，下角帶圍地區為一街庄，稱為「下角帶圍庄」，隸屬於太子宮堡。該庄昔日北邊西段與舊營庄為鄰，北邊東段及東邊北段與太子宮庄為鄰，東邊南段及東南邊與鐵線橋庄為鄰，西南邊及西邊南段為姑爺庄，西邊北段為番仔厝庄。
1901年（日治明治三十四年）11月11日，全台廢縣廳改設二十廳，該庄隸屬於鹽水港廳。1904年（明治三十七年）4月1日，該庄編入「新營區」，隸屬於鹽水港廳。1906年（明治三十九年）4月1日，鹽水港廳內管轄區域調整，該庄仍隸屬於「新營區」。1909年（明治四十二年）10月25日，全台合併二十廳為十二廳，新營區改隸屬於嘉義廳。1920年（大正九年）10月1日，全台地方制度大改正，廢十二廳改設五州二廳，該庄改制為「下角帶圍」大字，隸屬於臺南州新營郡新營庄。1933年（昭和八年）12月，新營庄升格為新營街。
戰後新營街改制為新營鎮，隸屬於臺南縣，大字亦改制為里。1950年10月25日，雲、嘉、南分治，新營鎮仍隸屬於臺南縣。1981年12月25日，新營鎮改制為新營市。2010年12月25日，臺南縣、市合併為直轄臺南市，新營市改制為新營區。

## 聚落
本地區發展較早的聚落為下角帶圍，在日治期初期的官方地圖上已有記載。

## 交通
區道南72線是田寮至新營的道路，經過本地區主聚落北側。